# Рыжевка (Белопольский район)
Рыжевка (укр. Рижівка) — село, Рыжевский сельский совет, Сумский (до 17.07.2020 — Белопольский) район, Сумская область, Украина.
Является административным центром Рыжевского сельского совета, в который, кроме того, входят сёла Атинское, Будки, Голышевское и Стукаловка.

## Географическое положение
Село Рыжевка находится на левом берегу реки Сейм, выше по течению примыкает пгт Тёткино (Россия), ниже по течению на расстоянии в 3 км расположено село Старые Вирки, на противоположном берегу — село Бояро-Лежачи. Река в этом месте извилистая, образует лиманы, старицы и заболоченные озёра.
Рядом лежит железная дорога.

## История
В XIX веке село Рыжевка было в составе Глушецкой волости Путивльского уезда Курской губернии.
Село многочисленно раз страдало от советских голодоморов произошедших в 1921–1923, 1932–1933 и 1946–1947 годах.
После провозглашения независимости Украины село оказалось на границе с Россией, здесь был оборудован пограничный переход, который находится в зоне ответственности Сумского пограничного отряда Восточного регионального управления ГПСУ.
Население по переписи 2001 года составляло 857 человек.
18 февраля 2015 года по распоряжению Кабинета министров Украины пограничный переход был закрыт.
9 июня 2024 года Рамзан Кадыров заявил о взятии села «кадыровцами». Украинские источники заявили что целью ВС РФ было отянуть часть сил ВСУ на отвлекающий удар ДРГ.

## Население

### Языковой состав
Родной язык населения по данным переписи 2001 года:
| Язык       | Численность, чел. | Доля     |
| ---------- | ----------------- | -------- |
| Украинский | 706               | 82,38 %  |
| Русский    | 148               | 17,27 %  |
| Другое     | 3                 | 0,35 %   |
| Итого      | 857               | 100,00 % |

## Экономика
- «Рыжевка», ООО.
- «Украина», ЧСП, агрофирма.

## Объекты социальной сферы
- Детский сад.
- Школа.

## Дополнительная информация
- В некоторых документах село называют Рыжовка[источник не указан 2917 дней]